# Оптические материалы
Оптические материалы — природные и синтетические материалы, монокристаллы, стёкла (оптическое стекло, фотоситаллы), поликристаллические (прозрачные керамические материалы), полимерные (органическое стекло) и другие материалы, прозрачные в том или ином диапазоне электромагнитных волн. Их применяют для изготовления оптических элементов, работающих в ультрафиолетовой, видимой, инфракрасной областях спектра.
В разговорной речи и в промышленности нередко все твёрдые оптические материалы называют стёклами.
Роль оптических материалов иногда выполняют и оптические среды, некоторые полимеры, плёнки, воздух, газы, жидкости и другие вещества, пропускающие оптическое излучение.

## Силикатные стёкла
Самым древним и известным оптическим материалом является обычное стекло, состоящее из смеси диоксида кремния и других веществ. Развитие технологии и ужесточение требований по мере роста совершенства оптических приборов привели к созданию особого класса технических стёкол — оптического стекла.
От прочих стёкол оно отличается особенно высокой прозрачностью, чистотой, бесцветностью, однородностью, а также строго нормированными преломляющей способностью и дисперсией.

### Кварцевое стекло
Переплавляя чистый диоксид кремния (например, горный хрусталь), получают так называемое кварцевое стекло. От прочих силикатных стёкол оно отличается существенной химической стойкостью, чрезвычайно малым коэффициентом линейного расширения и относительно высокой температурой плавления (1713–1728 °C). Благодаря этому возможно построение оптических систем, работающих в более широком диапазоне температур и агрессивных сред.
Кроме того, кварцевое стекло прозрачно для ультрафиолетового диапазона электромагнитных волн, что делает этот материал незаменимым для оптических систем, работающих в этой области спектра.

## Органические стёкла
Основным поводом к созданию искусственного заменителя — органического стекла, стало отсутствие в пору его разработки (1930-е годы) материалов, пригодных для использования в авиации — прозрачных но нехрупких и достаточно прочных и гибких — этими качествами и был наделён данный синтетический полимер. В настоящее время органическое стекло уже не способно удовлетворять всем требованиям, предъявляемым ни авиацией, ни, тем более — космонавтикой, однако на смену ему пришли другие виды пластиков и новые модификации «обычного» стекла (наделённые повышенной отражательной способностью, термостойкие и прочные). Оргстекло по строгим физико-химическим характеристикам к своему прототипу отношения не имеет.

## Кремний

### Инфракрасная область
Линза, изготовленная из однородного кремния, прозрачна для инфракрасного излучения и непрозрачна для видимого света. В этой области спектра кремний имеет:
- сверхвысокую дисперсию;
- самое большое абсолютное значение показателя преломления n=3,4;

### Рентгеновские линзы
Свойства кремния позволили создать новый тип фокусирующих систем для волн рентгеновского диапазона. Для изготовления таких систем используется контролируемое формирование периодического массива пор в процессе глубокого фотоанодного травления кремния. в ИПТМ РАН были разработаны способы управления формой пор.
В результате были созданы матрицы параболических короткофокусных рентгеновских линз и элементов трехмерных фотонных кристаллов на основе кремния.

## Ниобат лития (LiNbO3)
Ниобат лития проявляет нелинейные оптические свойства. Он применяется для создания интегрально-оптических схем, используемых в качестве модуляторов интенсивности излучения в волоконно-оптических линиях передачи данных; модуляторов фазы и поляризаторов излучения, применяемых в навигационных системах на основе волоконно-оптических гироскопов. 
Ниобат лития получил широкое применение в серийных интегрально-оптических схемах ввиду уникального сочетания его параметров: 
- широкое окно прозрачности от ближнего УФ до среднего ИК-диапазона
- высокая температура Кюри и, соответственно, широкий диапазон рабочей температуры без существенного изменения свойств
- относительно высокие электрооптические коэффициенты, дающие возможность для эффективной электрооптической модуляции
- возможность относительно легко создавать оптические канальные волноводы, поддерживающее распространение как одной, так и обеих поляризаций излучения
- относительно низкая стоимость кристаллических пластин, их промышленное производство